# Jerevans statliga medicinska universitet
Jerevans Mkhitar Heratsi statliga medicinska universitet (armeniska: Երեվանի Մխիթար Հերացու անվան Պետական Բժշկական Համալսարան) är ett universitet i Jerevan i Armenien.  
I januari 1920, under Armeniens första republik, invigdes Jerevans statliga universitet i Alexandropol. Senare samma år grundades universitetets medicinska fakultet. Den blev en självständig högskola 1930.
I maj 1989 omdöptes universitetet till efter 1100-talespoeten Mkhitar Heratsi.
Dess campus ligger vid Korjungatan i distriktet Kentron. Det är knutet till de två sjukhusen "Heratsi N1" och "Muratsan". 
Jerevans Mkhitar Heratsi statliga medicinska universitet har sex fakulteter:  medicin, odontologi, farmaci, farmakologi, krigsmedicin och folkhälsa. 